# 公認 不動産コンサルティングマスター

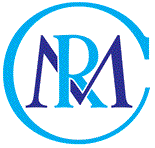
公認不動産コンサルティングマスターのロゴ

公認 不動産コンサルティングマスター（こうにん ふどうさんコンサルティングマスター）は、公益財団法人不動産流通推進センターによって登録（認定）される資格である。旧不動産コンサルティング技能登録者（ふどうさんコンサルティングぎのうとうろくしゃ）。

## 概要
単純な売買、賃貸等に留まらない多様な不動産ニーズに対応すべく、高度な専門性と充分な経験を保有している事を保証する為に創設された資格である。
社会経済環境の変化に伴い、不動産に関するニーズは多種多様なものとなっており、不動産の証券化の進展など不動産をめぐる制度も大きく変化していることから、不動産の有効活用や投資・相続対策等について、高い専門知識と豊富な経験に基づく不動産コンサルティング能力の必要性が高まっている。
不動産流動化、証券化の発達に伴い、新たに生まれた有効活用手法、投資手法への対応も含まれている。
2013年1月から、資格者の名称が公認 不動産コンサルティングマスターに変更となった。
近年の試験では、合格率が40%前後で推移し、記述式で長文問題が増加するなど試験の難化傾向がみられる。なお、当試験受験者は宅地建物取引士など一定の素養を持つ者が受験しての結果なので、合格率をもって必ずしも平易とはいい難い。
宅建主任者（現・宅地建物取引士）とは別にコンサルティング業務を行う資格を創設すべしと唱えたのは宅建学者を名乗っていた中野元氏であるといわれている。彼は不動産コンサルタントを不動産業者の中に置くのではなく、司法書士のように独立した立場になるべきと主張し日本不動産コンサルタント協会を設立した（同協会自体は2013年8月8日に解散）。彼はその著書の中で不動産コンサルタントという資格を広めたいことや、彼のアイディアを知った旧・建設省（現在の国土交通省）が、不動産コンサルティング技能登録者という資格を始めたことを記している。旧・建設省は1992年に「不動産コンサルティングに関する知識及び技術の審査・証明事業認定規程」（平成4年7月2日付建設大臣告示第1277号）を設けた。不動産コンサルティング技能試験・登録制度は、（公財）不動産流通推進センター（旧 不動産流通近代化センター）が、上記規程に基づく事業認定機関として、平成5年度からスタートさせた。合格者数は初期の2-3年を除いてほとんどの期間は年間1000人に満たない非常に少人数である。業務独占こそ得られなかったが、後述するように不動産特定共同事業法、不動産投資顧問業登録規程、金融商品取引法で 共管ではあるが必置資格として省令等で位置づけされてたり、仲介手数料とは分離して、コンサル報酬を受け取れるように旧建設省から 各都道府県監察課に事務連絡の通知書も発行されていることは他の民間資格とは一線を画すものである。IT化、少子高齢化により大きな変化に晒される不動産業界では不動産コンサルティングが業界の今後のあり方の一つとして注目されている。
現在、公認不動産コンサルティングマスターはビル経営管理士、不動産証券化協会認定マスターと同様、国土交通大臣認定資格であり、以下項目の通り、法律で特定の位置付けがある。

## 法令等との関係
不動産コンサルティング技能登録者は、不動産コンサルティングに関する一定水準以上の知識及び技術を有すると認められることから、下記の法令等において、事業の許可・登録を受けるための人的要件を満たす者として位置付けられている。
- 「不動産特定共同事業法」において不動産特定共同事業を行うための許可を受ける条件の1つとして事務所ごとに置かなければならない「業務管理者」となる資格(ただし、「宅地建物取引士」の資格を有していることが必要）
- 「不動産投資顧問業登録規程」（国土交通大臣告示）において「登録申請者」及び「重要な使用人」の知識についての審査基準を満たす資格
- 「金融商品取引法」における「不動産関連特定投資運用業」を行う場合の人的要件を満たす資格

## 不動産コンサルティング業務とは
1999年9月に取りまとめられた『不動産コンサルティング制度検討委員会報告書』において、「依頼者との契約に基づき、不動産に関する専門的な知識・技能を活用し、公正かつ客観的な立場から、不動産の利用、取得、処分、管理、事業経営及び投資等について、不動産の物件・市場等の調査・分析等をもとに、依頼者が最善の選択や意思決定を行えるように企画、調整し、提案する業務」と定義されている。

## 不動産コンサルティング技能試験
受験資格
以下のいずれかの条件を満たす者
- 宅地建物取引士資格登録者で、現に宅地建物取引業に従事している者、または今後従事しようとする者
- 不動産鑑定士で、現に不動産鑑定業に従事している者、または今後従事しようとする者
- 一級建築士で、現に建築設計業・工事監理業等に従事している者、または今後従事しようとする者
  - 試験内容
    - （1）択一式試験（50問、四肢択一式）- 事業・経済・金融・税制・建築・法律の6科目
    - （2）記述式試験（必修3科目及び選択1科目）
      - 必修…実務・事業・経済の3科目
      - 選択…金融・税制・建築・法律の中から1科目選択

出題範囲
- 事業＝事業企画、事業手法等に関する専門知識・技能
- 経済＝不動産を取り巻く経済情勢、マーケティングに関する知識
- 金融＝不動産に係る金融に関する知識、収支計画立案に関する知識
- 建築＝建築に関する知識、建築物に関する法律規制等の知識
- 税制＝不動産に関する税金の知識
- 法律＝不動産に関する法律の知識
- 実務＝不動産コンサルティング実務についての専門的知識・技能

## 登録要件
試験合格に加え、以下のいずれかの条件を満たす者
- 宅地建物取引士資格登録後、不動産に関する5年以上の実務経験を有する者
- 不動産鑑定士登録後、不動産鑑定に関する5年以上の実務経験を有する者
- 一級建築士登録後、建築に関する5年以上の実務経験を有する者

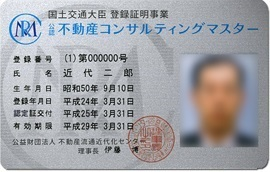
認定証更新2回目まで

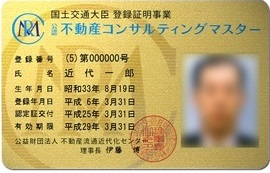
認定証更新3回目以降

## 登録者数
- 2023年6月現在、公認不動産コンサルティングマスターの認定を受けているのは約15,300名。[1]

## 過去の試験実施結果
| 実施年度           | 申込者数 | 受験者数 | 合格者数 | 合格率 | 合格点 |
| ------------------ | -------- | -------- | -------- | ------ | ------ |
| 1993年（平成5年）  | 16,697人 | 15,828人 | 14,605人 | 92.3%  |        |
| 1994年（平成6年）  | 6,109人  | 4,976人  | 2,590人  | 52.0%  |        |
| 1995年（平成7年）  | 3,246人  | 2,490人  | 1,362人  | 54.7%  |        |
| 1996年（平成8年）  | 2,243人  | 1,659人  | 835人    | 50.3%  |        |
| 1997年（平成9年）  | 2,018人  | 1,591人  | 993人    | 62.4%  |        |
| 1998年（平成10年） | 2,493人  | 2,037人  | 976人    | 47.9%  |        |
| 1999年（平成11年） | 2,083人  | 1,663人  | 967人    | 58.1%  |        |
| 2000年（平成12年） | 1,853人  | 1,435人  | 1,029人  | 71.7%  |        |
| 2001年（平成13年） | 2,407人  | 1,921人  | 1,061人  | 55.2%  |        |
| 2002年（平成14年） | 1,498人  | 1,198人  | 746人    | 62.3%  |        |
| 2003年（平成15年） | 1,931人  | 1,644人  | 1,162人  | 70.7%  |        |
| 2004年（平成16年） | 1,731人  | 1,483人  | 998人    | 67.3%  |        |
| 2005年（平成17年） | 1,877人  | 1,592人  | 854人    | 53.6%  |        |
| 2006年（平成18年） | 2,047人  | 1,718人  | 882人    | 51.3%  | 120点  |
| 2007年（平成19年） | 1,994人  | 1,657人  | 856人    | 51.7%  | 105点  |
| 2008年（平成20年） | 1,841人  | 1,537人  | 938人    | 61.0%  | 125点  |
| 2009年（平成21年） | 1,701人  | 1,435人  | 777人    | 54.1%  | 120点  |
| 2010年（平成22年） | 1,512人  | 1,300人  | 768人    | 59.1%  | 115点  |
| 2011年（平成23年） | 1,312人  | 1,118人  | 600人    | 53.7%  | 115点  |
| 2012年（平成24年） | 1,414人  | 1,186人  | 745人    | 62.8%  | 120点  |
| 2013年（平成25年） | 1,505人  | 1,272人  | 874人    | 68.7%  | 120点  |
| 2014年（平成26年） | 1,575人  | 1,313人  | 607人    | 46.2%  | 105点  |
| 2015年（平成27年） | 1,601人  | 1,320人  | 654人    | 49.5%  | 115点  |
| 2016年（平成28年） | 1,577人  | 1,304人  | 648人    | 49.5%  |        |
| 2017年（平成29年） | 1,706人  | 1,404人  | 648人    | 43.3%  |        |
| 2018年（平成30年） | 1,713人  | 1,393人  | 538人    | 42.3%  |        |
| 2019年（令和元年） | 1,659人  | 1,323人  | 538人    | 40.7%  |        |
| 2020年（令和2年）  | 1,545人  | 1,223人  | 529人    | 43.3%  |        |
| 2021年（令和3年）  | 1,519人  | 1,170人  | 444人    | 37.9%  |        |
| 2022年（令和4年）  | 1,410人  | 1,095人  | 467人    | 42.6%  |        |
| 2023年（令和5年）  | 1,313人  | 977人    | 442人    | 45.2%  | 115点  |

## 関連資格
- 宅地建物取引士
- 不動産鑑定士
- ビル経営管理士
- 不動産証券化協会認定マスター
- 日本の不動産に関する資格一覧